# Orchard Street

Orchard Street est une rue de New York.

## Situation et accès
Cette voie commerçante du quartier de Lower East Side, dans l'arrondissement de Manhattan qui est orientée nord-sud, s'étend sur huit blocs, entre Division Street au sud et East Houston Street au nord.

## Origine du nom
Son nom vient d'Orchard qui signifie "verger" en anglais; ce verger appartenait à James Delancey (en) avant qu'il retourne en Angleterre en 1775.

## Historique
Dès le XIXe siècle, « Orchard Street » devient un point d'ancrage pour des milliers d'immigrants, notamment juifs, allemands, italiens et plus tard asiatiques.

## Bâtiments remarquables et lieux de mémoire
On y trouve en particulier au no 97 le Lower East Side Tenement Museum (en), musée consacré aux immigrants, qui a été désigné site historique d'intérêt national de New York en 1994.

### Culture populaire
Certaines scènes du film P.S. I Love You y ont été tournées en 2007.

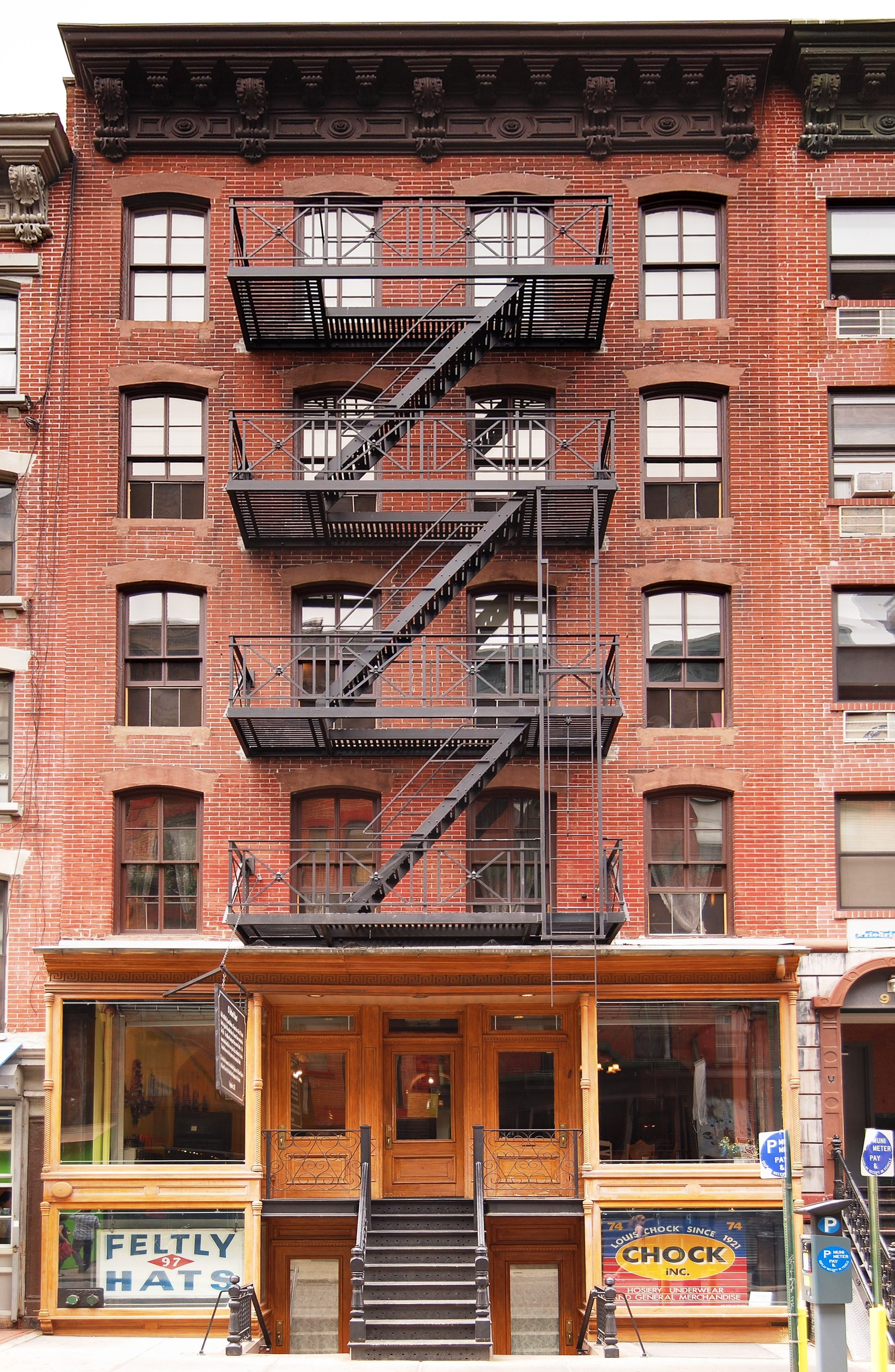
Façade du Lower East Side Tenement Museum.
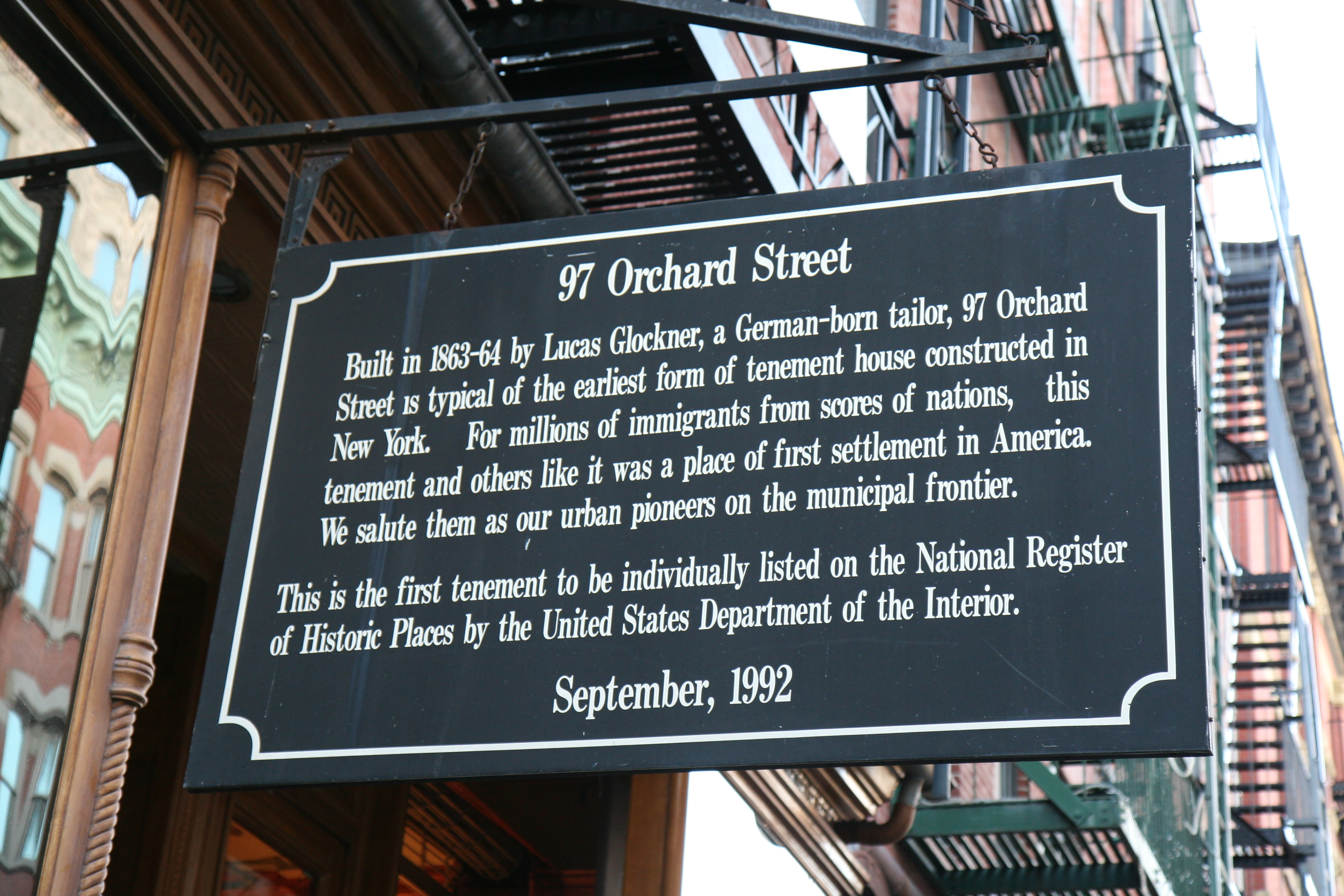
Panneau du musée.
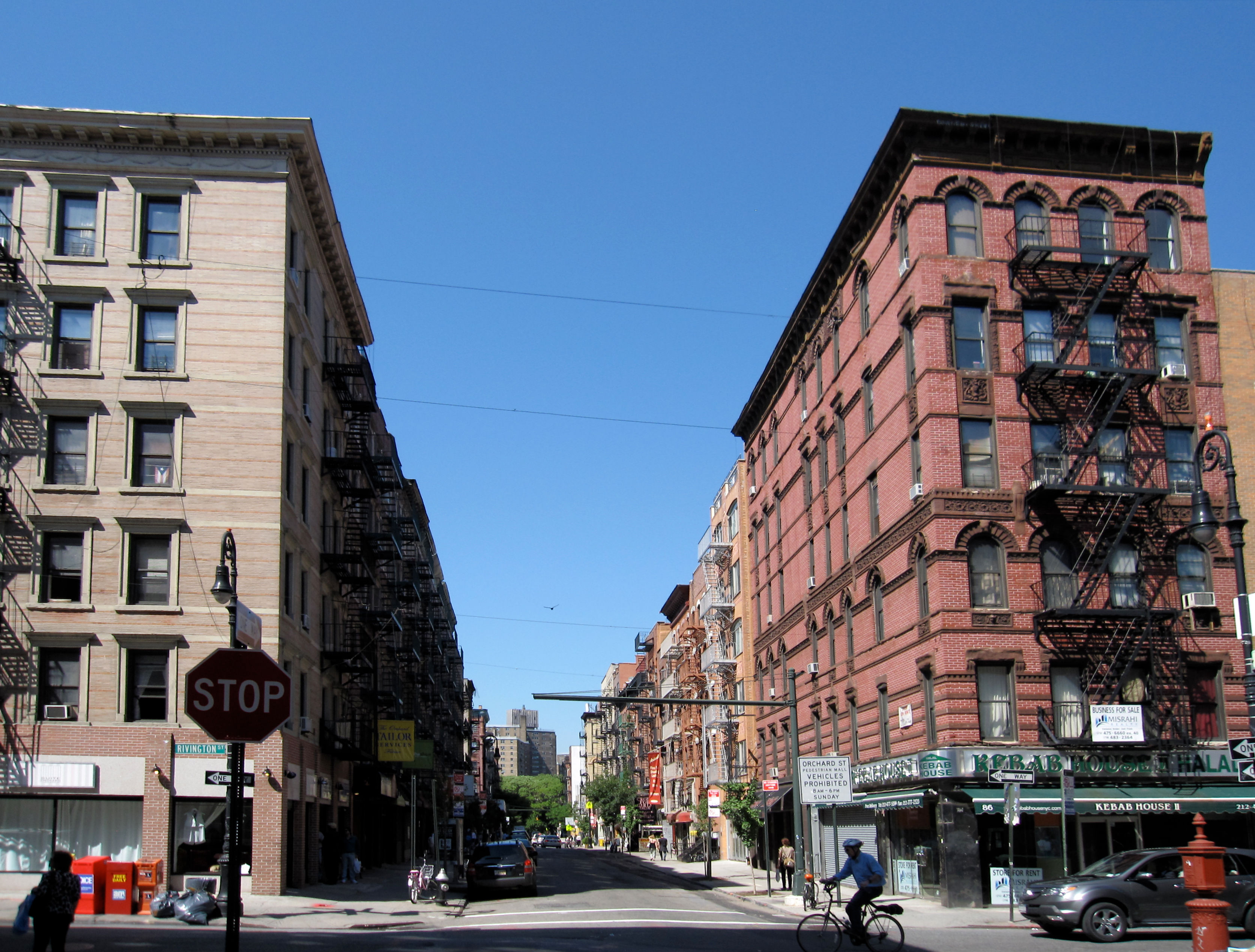
Carrefour entre Orchard Street et Rivington Street.